# Chiclanera
Chiclanera es un pasodoble-canción compuesto por Luis Vega, Rafael Oropesa y Antonio Carmona. Su título hace referencia a una mujer de la ciudad española de Chiclana de la Frontera, en la andaluza provincia de Cádiz. Fue popularizado en la voz de Angelillo en la película Centinela, alerta (1936). Posteriormente fue grabado por Manolo Escobar y Carlos Cano.